# 粟鹿神社
35°18′03″N 134°54′17″E / 35.300803°N 134.904811°E
粟鹿神社（日语：／ Awaga-Jinja */?）是日本兵庫縣朝來市山東町粟鹿的神社，社格是名神大社、但馬國一宮或二宮以及縣社，但馬五社之一。氏子數目方面，根據《府縣鄉社明治神社誌料》記載是47戶，根據《日本社寺大觀》和《兵庫縣神社誌》記載是50戶，《兵庫縣神社誌》還提及神社有崇敬者300戶，神社本廳出版的《神社名鑑》則指是56戶。文化財方面，粟鹿神社敕使門、社叢林、木造著色隨身倚像和木造著色狛犬像均是朝來市指定文化財。

## 位置與名稱
神社位於粟鹿川流域，鄰近跨越繩紋時代、彌生時代和古墳時代的柿坪遺跡，其北面是彌生時代遺跡仲田遺跡，南面丘陵則是古墳時代前期至中期的柿坪中山古墳群，地處粟鹿地區的玄關處，以北是山東町早田。行政區劃方面，神社原屬但馬國朝來郡粟鹿鄉，後為粟鹿村山東町，大字是粟鹿，小字是鴨端（鴨ケ端）或西山。
根據《延喜式》九條家本記載，粟鹿的讀音是Awaka（アハカ），吉田家本和中院家本則是Awakano（アワカノ），由於《和名類聚抄》也記載粟鹿鄉的名唸作「安波加」，因此《式內社調查報告》推測神社以前是。此外，神社也稱為阿波鹿社、粟鹿大明神或粟鹿大社。

## 歷史
根據《兵庫縣神社誌》記載，神社創建於崇神天皇時期，在神功皇后於三韓征伐後回到日本時曾經獲其派遣奉幣使。不過，根據和銅元年8月13日（708年9月1日）的《粟鹿大明神元記》記載，神社則始於垂仁天皇時期。根據收錄於《正倉院文書》的《但馬國正稅帳》記載，神社在天平9年（737年）時的神戶租代是66束2把，同年10月5日（11月1日）的《民部省符》則記載神社以直稻165束購入調絁2匹4丈5尺（約25.76）。根據《新抄格勅符抄》記載，神社在大同元年（806年）時的神戶則是兩戶。根據《續日本後紀》記載，神社的神階在承和12年7月16日（845年8月22日）從無位升至從五位下，其後根據《日本三代實錄》記載，神社先後在貞觀10年12月27日（869年1月13日）和貞觀16年3月14日（874年4月4日）升至正五位下和正五位上。
根據《延喜式神名帳》記載，神社在但馬國式內社中排首位，也是朝來郡9座式內社之一。根據收錄於《永萬文書》的永萬元年（1165年）6月的《神祇官諸社年貢注文》記載，神社以「阿波鹿社」的名義負責「紙二百帖進，正米沙汰」。根據弘安8年（1285年）的《但馬國大田文》記載，神社是「當國二宮粟鹿大社」，《中世諸國一宮制的基礎研究》指這是神社作為二宮在文獻上首次有記載，一宮說法則見於《大日本國一宮記》和《延喜式神名帳頭註》等文獻。此外，但馬國一宮尚有出石神社。
應仁之亂爆發後的應仁2年3月20日（1468年4月12日），東軍從丹波國攻入但馬與太田垣氏交戰，神社的本殿、幣殿和拜殿均毀於戰火，在文明17年或18年（1485年或1486年）重建。天正年間（1573年至1592年），社領遭到豐臣秀吉沒收，不過其後在慶長9年11月9日（1604年12月29日）獲賜33石1斗為社領，此後在慶安2年8月17日（1649年9月23日）、享保3年7月11日（1718年8月7日）、延享4年8月11日（1747年9月15日）、寶曆12年8月11日（1762年9月28日）、天明8年9月11日（1788年10月10日）以及天保10年9月11日（1839年10月17日）均獲賜朱印狀。同年，社殿雖然獲重建，但是在慶應2年（1866年）再次焚毀。明治5年（1872年）2月，神社獲列為鄉社，1879年再次重建，並且在同年5月升至縣社，1911年3月25日獲指定為神饌幣帛料供進社。

## 祭神

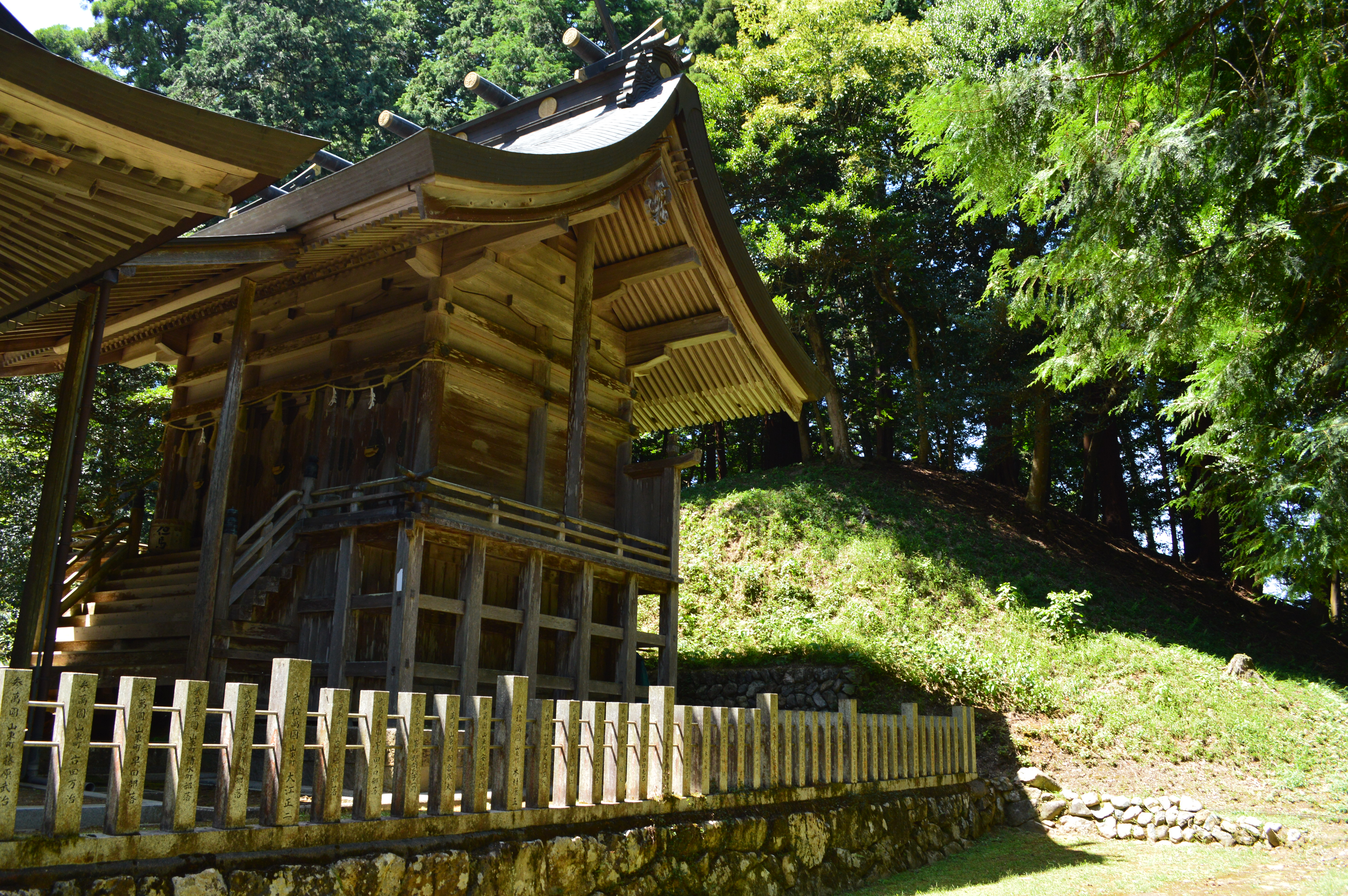
位於本殿後方的傳日子座王墓

神社的祭神存在多種說法。根據《日本眾神—神社與聖地》記載，當地流傳的說法是以前在粟鹿山山洞中住了一頭鹿，有天牠含着三棵粟現身於村落，教導人們耕作，其後人們便開始祭拜這頭鹿，視為神社的起源。不過，根據《粟鹿神社紀傳集成》記載，神社分為上中下三社，上社為本祀，中座祭神是彥火火出見尊，面朝西北，以防犯三韓，左座是阿波奈岐尊，面朝西邊，右座是伊弉奈岐尊，面朝東邊。中社是東祀，祭神均面朝西邊，中座祭神是天照大日孁尊，左座是龍神（或籠神），右座是彥波瀲武鸕鷀草葺不合尊。下社是西祀，祭神均面朝東邊，中座祭神是月讀尊，左座是素戔雄尊，右座是豐玉姬命。
根據《府縣鄉社明治神社誌料》和《兵庫縣神社誌》記載，神社的祭神是彥火火出見尊。相對地，《特選神名牒》則否定彥火火出見尊是祭神的說法。另外，根據兵庫縣神社廳的說法，神社的祭神是日子座王，神社後方處傳為日子座王之墓，被視為「御陵」。這個說法源於但馬國造家之祖大多牟坂王是沙本毘古王的玄孫，沙本毘古王本身是日下部連之祖也是日子座王之子而來，根據社藏《田道間國造日下部足尼家譜大綱》記載，日下部氏便曾經獲任命為但馬國造。
此外，根據和銅元年8月13日（708年9月1日）的《粟鹿大明神元記》記載，由於大國主之子天美佐利命是荒振神，在大彥速命向朝廷表示希望供奉後，祂便平息下來。後來，大彥速命的曾孫獲賜姓神部直以及任命為但馬國造，因此也祭神為天美佐利命的說法。

## 境內
- 敕使門
- 拜殿
- 日之出門（隨身門）

根據弘安8年（1285年）的《但馬國大田文》記載，神社在建久9年（1198年）的社田達100町7反226步（約999424.79平方），分別是定田52町165步（約516247.93平方）、常荒流失2町2反60步（約22016.53平方）、佛神田32町162步（約317890.91平方）和人給14町4反240步（約143603.31平方），領家是染殿法印跡，地頭則是嶋津常陸入道，根據《日本歷史地名大系》推測，嶋津出身自薩摩國的島津氏，受其勢力影響，當時沒有給出當時的田數注文。根據《兵庫縣神社誌》記載，神社境內面積達10164坪（約33600平方），明治時的《兵庫縣神社明細書》同樣是10164坪，不過另有山林2町7反7畝10步（約27504.13平方），《府縣鄉社明治神社誌料》和《日本社寺大觀》均記載是1844坪（約6095.87平方），《式內社調查報告》是10540坪（約34842.98平方），《神社名鑑》則指是約10503坪（約34720.66平方）。
本殿和拜殿重建於1880年4月16日，其中本殿佔地7坪7合7勺（約25.69平方），為檜皮葺流造建築，長3間2尺（約6.06），寬2間1尺（約3.94），拜殿則長4間1尺8寸（約7.82），寬3間1尺8寸（約6），為檜皮葺入母屋造建築，佔地14坪1合9勺（約46.91平方），前方也有一對石狛犬，建於1934年1月3日。北面出入口建有高約20尺（約6.06）的石鳥居，其靠右方向建有長3.95米，寬3.3米的敕使門，佔地4坪5合（約14.88平方）。在敕使門的反方向建有長1間1尺5寸（約2.27），寬2間2尺（約4.24）的日之出門（隨身門），正面兩旁是木造的隨身像，背面則是木製狛犬。日之出門左面深處建有長2間（約3.64），寬2間1尺5寸（約4.09）的遷殿，佔地6坪（約19.83平方），為萱葺春日造建築，其右面是建有神馬木像的馬屋。社務所則位於日之出門對面以及參道的左面，長6間（約10.91），寬2間3尺（約4.55），佔地18坪（約59.5平方），其前方是裏參道的出入口，建有黑木製鳥居。神社的境內末社是嚴島神社、稻荷神社、猿田彥神社、茗荷神社和床浦神社，祭神分別是草野姬命、市杵島姬命、保食命、猿田彥神和大己貴命。
- 嚴島神社
- 稻荷神社
- 猿田彥神社
- 茗荷神社
- 床浦神社

## 祭事
根據《兵庫縣神社誌》記載，神社的祭事起源於天武天皇時期，祭事有歲旦祭（元旦至1月15日）、祈年祭（2月4日）、頭神事（舊曆1月11日）、荷前祭（舊曆2月4日）、節分祭（舊曆3月3日）、破敵祭（3月3日）、夏祭（舊曆6月6日）、神嘗祭（舊曆9月9日）、例祭（10月17日）、征韓凱旋祭（12月未日至申日）和年越祭（舊曆12月初未日至初申日）。根據《全國一宮祭禮記》記載，神社的祭事則有歲旦祭（元旦）、節分祭（節分）、祈年祭（舊曆2月4日）、當神祭（2月11日）、大祓（7月15日）和例祭（10月17日）。
歲旦祭又稱「鬼退治的御禮參」，在古時山陰道諸國的民眾會成群結隊在歲旦祭時參拜神社，中古以後則是但馬、丹波、丹後、播磨和美作。在節分祭期間，神社在早上將大量裝有福豆的袋子放在三寶上，並且擺放在拜殿前方供參拜者自行領取。下午4時左右，節分祭開始，舉行追儺儀式，由宮司從裝有福豆的枡把福豆撒向拜殿四周。在祈年祭期間，在茗荷神社所在的池塘四周豎立青竹，然後以注連繩圍着以及附上紙垂，並且在其中豎立作為神籬的榊來迎接山神。在上午6時於拜殿舉行祭奠儀式後，通過確認於神籬根部附近生長的茗荷新芽的長短來預測當年的收成。以前，在祈年祭當天，也會打開敕使門迎接敕使，並且以黑豆做菜。
在當神祭期間，宮司在上午6時朝拜，然後四名當人以檜板和篠取火，用來煮3升3合（約5.95公升）的米，然後再將煮好的米飯裝滿三個木製的高杯以及一個稱為「折」的小型容器，再分別將高杯和小型容器供奉至本殿和社務所的當神神棚。在上午11時15分舉行祭奠儀式後，在正午於社務所舉行氏子大會，結束後分發少量神酒、少量裝在折裡的米飯以及由當人以醋牛蒡和蒟蒻做的白和予氏子，並且舉行直會。下午1時後，由兩名穿上麻裃的新舊當人在宮司見證下進行交接儀式，當神祠也移至本殿，隨後氏子全體在拜殿前領取高杯的米飯，並且以半紙包好後連同「粟鹿大社御神璽」帶回家。
大祓又稱夏越祓、早祓祭或粟鹿的鑽茅圈祭，茅圈在祭事前一天的上午便設置於拜殿前方，高約兩米，參拜者一邊誦讀一邊按8字來鑽茅圈，在經過拜殿前方時一拜。下午3時舉行祭奠後，讓人偶在粟鹿川漂走。例祭也就是秋祭，在當天上午10時30分左右，兒童神輿從敕使門出發巡遊氏子地區後，於12時30分從敕使門返回神社，並且擺放於拜殿前方。下午1時20分和1時25分，敲擊太鼓提醒祭奠儀式在1時30分開始，在1時25分敲響太鼓後，以祭主為首的四名當人以及宮役員整列從敕使門前往拜殿，當人則穿上麻裃，手持刀和青竹杖。祭奠儀式首先由祭主修祓，然後由當人代表負責開門，再由祭主奏上祝詞，其後眾人奉上玉串。接着是舉行瓶子渡儀式，最後由當人負責撤去祭品以及關門。
其中，瓶子渡又稱為「來吧」（さあござれ），由四名當人負責，其中一名背向本殿在樓梯上方手持日之丸的扇子，三名在樓梯下方，中間一名手持載有稻米的蘖、茄子和御陵柿的三方，左右兩人則手持裝有松、雄蝶和雌蝶的折熨斗以及野橘的木製瓶子。上方的當人發出「來吧」的呼喊聲後，下方中間的當人便上前說「來啊」（さあ），期間兩人會故意左右互相錯開，如同狂言，在重複多次後最終將三方交給上方的當人供奉於神前。以前，在瓶子渡儀式結束後，當人會騎神馬巡遊境內24次，現在則以兒童相撲替代。

## 文化財
- 狛犬（吽形）
- 狛犬（阿形）
- 隨身倚像（阿形）
- 隨身倚像（吽形）

| 編號 | 指定類別   | 指定日期      | 名稱                                 | 時期         |
| ---- | ---------- | ------------- | ------------------------------------ | ------------ |
| 117  | 建造物     | 1972年4月1日  | 敕使門                               | 江戶時代中期 |
| 123  | 天然紀念物 | 1979年10月1日 | 社叢林                               | —            |
| 165  | 雕刻       | 2011年3月16日 | 粟鹿神社木造著色隨身倚像（一對兩個） | 江戶時代     |
| 166  | 雕刻       | 2011年3月16日 | 粟鹿神社木造著色狛犬像（一對兩個）   | 江戶時代     |

## 註解
1. ↑  貞觀16年3月14日條記載為「禾鹿神」，而非「粟鹿神」[2]。
2. ↑  《大日本國一宮記》主張是玉依姬[2]。

## 外部連結
- . 朝來市觀光協會.   [2023-01-23] （日语）.
- . 全國一之宮巡拜會.   [2023-01-23] （日语）.
- . kotobank （日语）.